# Lila Fenwick
Lila Althea Fenwick (1933 - 4 de abril de 2020) fue una abogada afroamericana. 

## Biografía
Ella fue la primera mujer negra en graduarse de la Facultad de Derecho de Harvard. Fenwick, estudiante de la clase de 1956, se matriculó en la cuarta clase de la escuela que admitía mujeres. Durante su carrera, Fenwick fue abogada de práctica privada y luego se convirtió en Jefe de la Sección de Derechos Humanos de la ONU. Ocupó el cargo hasta su jubilación. También cofundó la Fundación para la Investigación y la Educación en la Enfermedad Drepanocítica con Doris Wethers e Yvette Fay Francis-McBarnette.

## Muerte
Fenwick murió en su casa en Manhattan el 4 de abril de 2020 de COVID-19 causado por el virus del SARS-CoV-2 durante la pandemia de enfermedad por coronavirus. 